# Lit Motors
Lit Motors Inc.es una empresa con sede en San Francisco que diseña vehículos conceptuales de dos ruedas, incluyendo un vehículo totalmente eléctrico, y estabilizado giroscópicamente.
Fundado por Daniel K. Kim en 2010, Lit Motors diseñó conceptos para vehículos de dos ruedas con un enfoque en tecnologías innovadoras. Han publicado información sobre dos proyectos aproximadamente dos proyectos: el AEV (vehículo eléctrico autoequilibrado) a menudo denominado como "C-1" y el patinete de carga Kubo. La inspiración de Lit Motors llegó a Kim en 2003, cuándo estuvo a punto de ser aplastado por un chasis mientras montaba manualmente un Land Rover Defender 90 biodiésel. Kim decidió "partir un coche por la mitad" para crear lo que es ahora el C-1.

## Diseños

### AEV / C-1

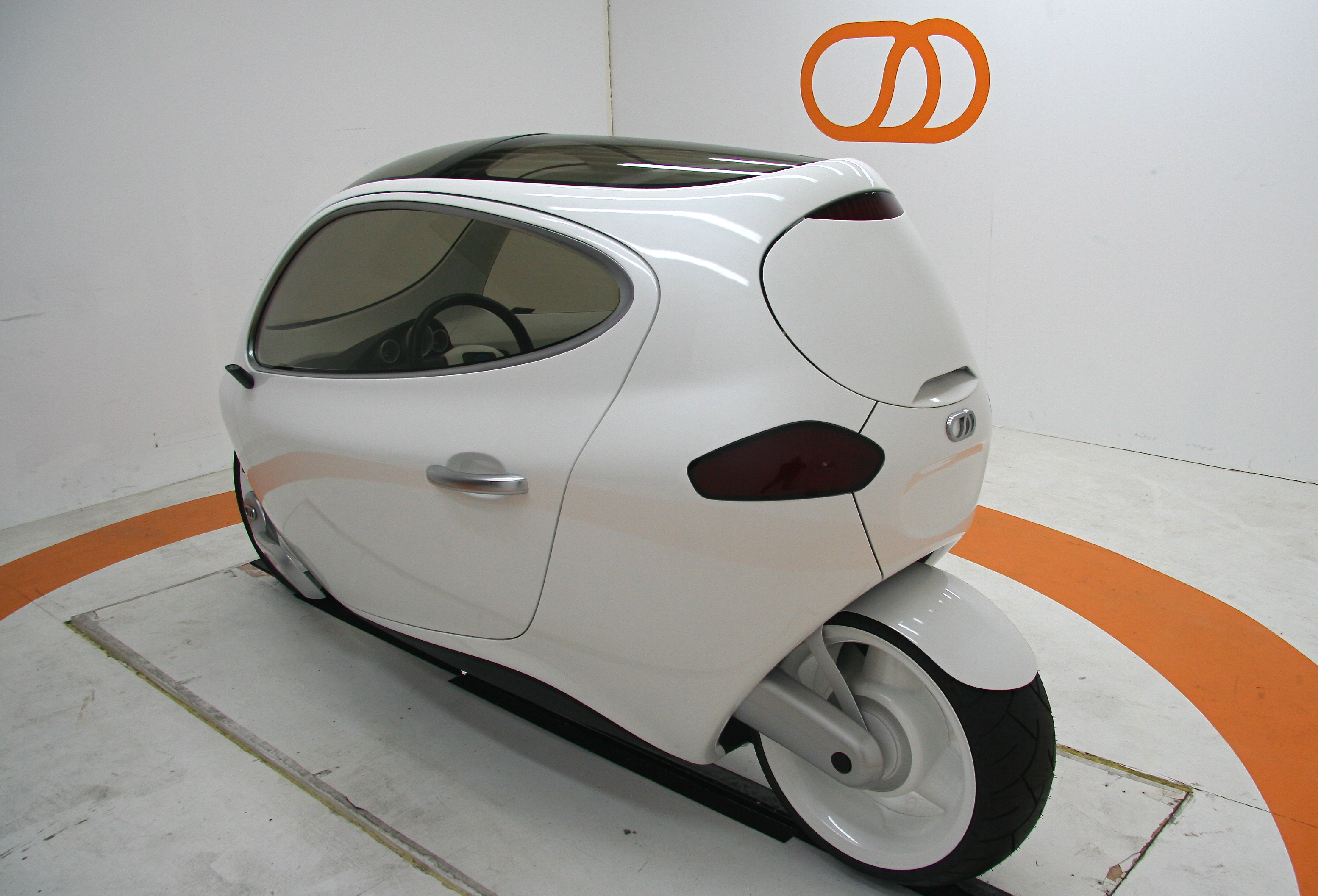
C-1

A principios de 2010, la compañía reveló un modelo de exposición no funcional del C-1. La visión del diseño mostraba un vehículo de dos ruedas auto-equilibrado por dos giróscopos de control de momento de un solo balancín, impulsado por baterías de fosfato de litio y hierro. Las especificaciones de diseño indicaban que podría albergar a un segundo pasajero, aunque ningún modelo o imagen, salvo los renderizados por computador, mostraba una capacidad superior a la de un solo pasajero. Las representaciones informáticas de un modelo de dos pasajeros indican que el espacio estrecho probablemente no sería adecuado para viajes largos, ya que el área detrás del asiento del conductor es muy limitada, en una posición semi-reclinada, con las piernas a cada lado en el asiento delantero.
Similar a una motocicleta, el diseño original del C-1 tiene dos ruedas, pero utiliza un pequeño volante en lugar de un manillar. Los motores de tracción directa en el cubo de ambas ruedas fueron diseñados para proporcionar una cantidad alta de torque, estabilidad y control de tracción, al tiempo que permiten que la forma de la carrocería sea aproximadamente la mitad del tamaño del coche. Los prototipos no muestran ninguna rueda con tracción directa y capacidad de una sola persona, lo que indica que el diseño puede estar sufriendo cambios .
Las características de seguridad fueron diseñadas para incluir un chasis unicuerpo de acero, cinturones de seguridad, bolsas de aire, y un sistema de estabilidad giroscópica.
| Lanzamiento | Equilibrio giroscopio Torque | Espín de giroscopio hacia arriba | Salida de motor | Máxima velocidad            | Rango por carga      | Tiempo de carga |
| ----------- | ---------------------------- | -------------------------------- | --------------- | --------------------------- | -------------------- | --------------- |
| N/A         | 800 Nm                       | <70 segundos                     | 2 x 20 kW       | 100+ mph (mayor a 160 km/h) | 170 millas (273 km)* | 4-6 hrs         |

*Rango de carga basado en una velocidad constante de 60 mph (96,6 km/h) coeficiente de arrastre de 0.2, y capacidad de batería de 13 kWh, según el boletín electrónico de septiembre de 2016.

#### Producción timeline
En 2011, la compañía anunció planes para una pequeña primera producción en 2013, con la intención de vender el C-1 por $16,000. Este precio inicial era típicamente referido a $24,000, pero variaba dependiendo de los incentivos fiscales estatales y federales disponibles en ese momento. La compañía empezó a aceptar depósitos por adelantado a través de un sistema de niveles de precios que oscilaban entre $250 a $10,000.
En la conferencia de Giagoam Roadmap de noviembre de 2012, un representante de Lit Motors dijo que la compañía tenía "un par de años más de trabajo de ingeniería antes de estar realmente lista para empezar una producción a pequeña escala. Por un par, me refiero a un año, dos años más o menos, y luego otro par de años después de eso para escalar a una gran manufactura". En una entrevista posterior realizada por Gigaom, Daniel Kim declaró que el C-1 estaba a unos 2 a 2,5 años de su producción. La fecha de la entrevista del 28 de mayo de 2013 significaba que se esperara el C-1 se produjera alrededor de mayo - noviembre de 2015.
En mayo de 2014, Kim dijo que su compañía estaba trabajando día y noche para conseguir un producto que estuviera listo para la producción en un plazo de ocho meses, con 20 empleados a tiempo completo. Sin embargo, en febrero de  2015 se aprobó sin que se indicara que la producción había comenzado o que había más empleados involucrados en el proyecto. Aunque Lit Motors aprobara algunas actualizaciones en 2015, todas ellas eran para un prototipo que todavía parecía a estar lejos de estar listo para la producción.
En febrero de 2016, Forbes publicó un artículo que Lit Motors promovió, incluyendo una nueva línea de producción. "Hoy [Daniel Kim] está a punto de conseguir una nueva ronda de financiación, un año después de lo previsto. El dinero se utilizará para facilitar la siguiente etapa de crecimiento: la construcción de infraestructuras desde cero. Su plan es tener una prototipo listo para la producción en 24 meses." Se mantuvo el calendario de 2 años mencionado con frecuencia, a pesar de que no se observaron progresos visibles desde lo exterior respecto a los diseños o la financiación para seguir adelante.
El 24 de mayo de 2016 en el Festival Pioneers.io, Danny Kim hizo una presentación en el Lit AEV afrmando, "Sé de que si  ponemos 20 millones de dólares a nuestra cuenta de bancaria hoy, podremos entregarlo en 2 años - 24 meses." Esto una vez se utiliza la línea de tiempo de 2 años en la que Lit se encierra cada vez que surge la pregunta.
Un artículo de Forbes del 22 de septiembre de 2016 Forbes especulaba sobre el pasado y futuro de Lit Motors: "El fabricante de iPhone ha también ha realizado varias reuniones con Lit Motors... Apple se reunió con el director ejecutivo de Lit Motors, Daniel Kim, a principios de este año para hablar de una posible adquisición". Forbes también comentó sobre la falta de progreso debido a la baja recaudación de fondos: "A pesar de la gran visión de Kim, pocos inversores estaban dispuestos a apostar por la compañía. En seis años, Kim ha recaudado menos de 5 millones de dólares." Durante 2016, Lit Motors eliminó la posibilidad de aceptar depósitos previos al envío.
Los anuncios de la compañía a lo largo de 2016 en los medios sociales continúan mostrando sólo un prototipo en bruto "EP-4" conducido a baja velocidad, ahora durante varios años. Las menciones de la necesidad de al menos dos prototipos más indican que el camino hacia la producción está aún muy lejos. Con imágenes y videos limitados de vehículos monoplaza inacabo conducido a baja velocidad, y con audio eliminado de los videos o ruidos muy fuertes en el giroscópio, los críticos son cautelosos a la hora de esperar que se pueda construir un modelo de producción en los próximos años, incluso si la financiación está asegurada. A pesar de los comentarios constantes de que este proyecto era 'vaporware', y sin actualizaciones de producción en varios años, el personal de Lit Motors continuó insistiendo en que la producción estaba próxima. Los reembolsos de depósito inicialmente tuvieron un cargo del 15%, pero ahora Lit Motors ofrece reembolsos sin penalización. Para 2017, el contenido de los boletines ya no incluía pruebas físicas, era totalmente silencioso en cuanto a la producción, y no muestra ninguna indicación qde que Lit espera tener la capacidad de fabricar un producto entregable.

### Kubo
El Kubo es un diseño de patinete de carga apodado "la camioneta del mundo en desarrollo." Los diseños iniciales fueron para un patinete totalmente eléctrico con baterías de fosfato de hierro y litio, diseñado para transportar cajas de carga de 22 pulgadas x 22 pulgadas x 22 pulgadas (174 metros cúbicos) y peso de hasta 300 libras (136 kg). Con una velocidad máxima de 35 mph (56 km/h),  tendría un alcance de al menos 50 millas (80,5 km) por carga. En una entrevista del 28 de mayo de 2013, Kim detalló que el diseño de Kubo utiliza baterías de polímero de litio con un alcance de 40-45 millas (64,4-72,4 km), con la capacidad de utilizar el espacio de carga para sostener baterías adicionales para extender el alcance a 200 millas (322 km). Afirmó que para el verano de 2013, se produciría una pequeña producción de 5-10 unidades, seguida de 100-1000 unidades en otros 6 meses, antes de aumentar de 50,000 - 200,000 unidades para la producción total. También reclamó un precio de venta de $500–$800 en China, y $2000–$4000 en los Estados Unidos.
En diciembre de 2013, Kubo fue lanzado en Kickstarter con entrega prevista para julio de 2014, pero Lit Motors no alcanzó su objetivo de financiación con sólo $56,667 de los $300,000 prometidos. A pesar de que sólo 10 patrocinadores han prometido entre $5,000 y $6,000 para comprar el patinete Kubo, Lit Motors afirmó que están sin duda "están continuando con el Kubo!" en una actualización de campaña. El proyecto fue rechazado en silencio y parece haber sido abandonado, ya que el sitio web de la empresa, solo menciona una vez a Kubo, que se dirige a una página en blanco.